# Hachan
Hachan (okzitanisch: Haishan) ist eine französische Gemeinde mit 46 Einwohnern (Stand: 1. Januar 2022) im Département Hautes-Pyrénées in der Region Okzitanien (bis 2015 Midi-Pyrénées). Sie gehört zum Arrondissement Tarbes und zum Gemeindeverband Pays de Trie et Magnoac. Die Bewohner werden Hachanais genannt.

## Geografie
Die Gemeinde Hachan liegt am Nordrand des Plateaus von Lannemezan im Vorland der Pyrenäen, etwa 55 Kilometer östlich der Départements-Hauptstadt Tarbes und 20 Kilometer nördlich von Lannemezan. Durch das 1,86 km² umfassende Gemeindegebiet fließt die Petite Baïse im Einzugsgebiet der Garonne. Hachan hat keinen gewachsenen Dorfkern, es handelt sich vielmehr um eine Ansammlung verschiedener Höfe. Die Mairie (Rathaus) wurde in die ungefähre Mitte dieser aufgelockerten Siedlungsstruktur gebaut. Umgeben wird Hachan von den Nachbargemeinden Puntous im Norden, Betpouy im Osten und Süden sowie Campuzan im Westen.

## Ortsname
Der Ortsname entwickelte sich vom lateinischen de Fayssis (1383/1384) über de Fayssano (1405) und de Faysano im weiteren Verlauf des 15. Jahrhunderts (jeweils in Steuerbüchern der Stadt Auch genannt) zum 1749 in Kirchenbüchern erhaltenen Namen Hachan Dessus. Hachan gehörte im Ancien Régime zur Sénéchaussée von Auch im Pays des Quatre-Vallées des Vallée Magnoac.

## Bevölkerungsentwicklung
| Jahr      | 1962 | 1968 | 1975 | 1982 | 1990 | 1999 | 2006 | 2012 | 2021 |
| Einwohner | 57   | 53   | 54   | 40   | 35   | 38   | 42   | 38   | 45   |

Im Jahr 1836 wurde mit 178 Bewohnern die bisher höchste Einwohnerzahl ermittelt. Die Zahlen basieren auf den Daten von cassini.ehess und INSEE.

## Sehenswürdigkeiten

Kirche Saint-Pierre

- Kirche Saint-Pierre
- Flurkreuze

## Wirtschaft und Infrastruktur
Hachan ist ländlich geprägt. In der Gemeinde sind drei Landwirtschaftsbetriebe ansässig (hauptsächlich Getreideanbau).
Die Gemeinde Hachan ist verkehrstechnisch gut erschlossen. Unmittelbar nördlich von Hachan verläuft die Fernstraße D632 von Tarbes nach Toulouse. Im 20 Kilometer entfernten Lannemezan bestehen Anschlüsse an die Autoroute A64. In Lannemezan befindet sich auch der nächstgelegene Bahnhof.

## Belege
1. ↑  Hachan auf cassini.ehess
2. ↑  Hachan auf INSEE
3. ↑  Landwirtschaftsbetriebe auf annuaire-mairie.fr (französisch)